# Guillermo Burdisso
Guillermo Enio Burdisso (Altos de Chipión, 26 de septiembre de 1988) es un exfutbolista profesional argentino que se desempeñaba de defensa central, cuyo último club fue Huracán, de la Primera División de Argentina.

## Trayectoria

### Inicios
Realizó su debut oficial en 2006 jugando para El Porvenir. El 28 de julio, quedó libre y luego tuvo un paso fugaz por Los Andes,

### Rosario Central
En 2007 decidió fichar por Rosario Central, donde no formó parte del primer equipo de inmediato, ya que volvió a jugar en las categorías juveniles. Debutó en  Primera División en el Torneo Clausura 2009 con Gustavo Alfaro como director técnico, cuando en la cuarta fecha su equipo visitó a Banfield. En ese partido logró marcar un gol y volvió a marcar otro en el partido siguiente, contra San Lorenzo.
Logró hacerse un puesto en la zaga central y la cinta de capitán durante la temporada 2009-10, en la que jugó la mayoría de partidos (a excepción de algunos en el Clausura 2010 debido a una lesión en la rodilla). Las campañas irregulares del equipo en los años anteriores hicieron que el conjunto rosarino tuviera que jugar una promoción ante All Boys para mantener su lugar en Primera. El primer partido terminó 1 a 1, con un gol suyo sobre el final del partido, mientras que el encuentro de vuelta finalizó 3 a 0 a favor de All Boys, por lo que Rosario Central descendió a la Primera B Nacional.

### Roma
Luego del descenso, el defensor aceptó una oferta por préstamo de un año para jugar en la Roma de la Serie A de Italia. En julio de 2010 se sumó al plantel , que compartió con su hermano, Nicolás.

### Arsenal
Tras un año en Italia, regresó a Argentina para jugar otra vez bajo las órdenes de Gustavo Alfaro, esta vez en Arsenal. Una vez más logró convertir en su debut con su nueva camiseta y salió campeón del Torneo Clausura 2012.

### Boca Juniors
En 2012 pasó a Boca Juniors, haciendo su debut el 18 de agosto de ese año frente a All Boys, y al minuto de juego, logró meter su quinto gol debutante. Habiendo debutado con gol en todos los equipos argentinos en los que jugó, más la Selección, es el jugador con más debuts con gol en su país (5 veces).
El día 9 de febrero de 2013, en el arranque del torneo anotó un doblete frente a Quilmes, el que sirvió para empatar y luego para dar vuelta el resultado, Boca perdía 0-2 y lo ganó 3-2, siendo ambos sus primeros goles convertidos con los pies. Volvió a anotar dos años después contra Independiente en un partido que terminó 1-1, el 11 de mayo de 2015. 

### Galatasaray
Estando en Boca Juniors, pasó a préstamo por una temporada al Galatasaray, de Turquía, en 2014.

### León
En julio de 2015 firmó por tres años con León, de México, donde en tres años jugó 90 partidos, en los que convirtió 8 goles.

### Independiente
26 de junio de 2018 firmó su contrato con Independiente, ganando su primer título en el club el 8 de agosto de ese mismo año frente al Cerezo Osaka de Japón, por la Copa Suruga Bank 2018. Luego de jugar casi un año en el club de Avellaneda, a finales de junio de 2019 surge el interés de San Lorenzo, para afrontar la Superliga 2019-20. El 24 de junio de 2019, hace la revisión médica, en la que le detectaron un problema extrafutbolístico que no fue especificado, lo que finalmente impediría su traspaso. El día 17 de julio de 2019 reveló mediante un video en su cuenta de Instagram que había sido diagnosticado de una arritmia cardíaca, por lo que estaría 3 meses fuera de las canchas.

### Lanús
El 11 de enero de 2020 luego de pasar todos los exámenes médicos correspondientes en la revisión, firmó con Lanús por 1 año, debutando el 2 de febrero contra Godoy Cruz por la Superliga Argentina.

### Deportivo Cali
Para enero del 2022 no renovó su contrato con Lanús quedando libre y el 25 de enero se confirmó su acuerdo con la directiva del Deportivo Cali para su vinculación y llegar por un año en reemplazo del defensor uruguayo Hernán Menosse.Hizo su debut en Copa Libertadores 2022 enfrentando a Boca Juniors, realizando la primera anotación con asistencia de Kevin Velasco, para finalmente ganar pr 2 a 0. Marcó su segundo gol frente al Always Ready en el estadio Hernando siles para sentenciar el empate 2-2.  Su tercer gol lo logró el 21 de marzo del 2022 frente al Atlético Nacional para el empate 3-3. El 23 de noviembre del mismo año, el club oficializó su desvinculación, quedando como agente libre, por cuestiones económicas.

### Universidad Católica
En diciembre del 2022, llegó al club Universidad Católica, firmando por toda la temporada 2023.

### Huracán
La temporada 2024 lo encontró en Huracán, donde jugó su último partido como profesional el 15 de diciembre, para luego quedar libre y anunciar su retiro de la actividad

## Vida personal
Es hermano del exjugador Nicolás Burdiso

## Estadísticas

### Clubes
| Club                         | Div.                | Temporada           | Liga  | Liga  | Copas nacionales | Copas nacionales | Torneos internacionales | Torneos internacionales | Total | Total |
| Club                         | Div.                | Temporada           | Part. | Goles | Part.            | Goles            | Part.                   | Goles                   | Part. | Goles |
| ---------------------------- | ------------------- | ------------------- | ----- | ----- | ---------------- | ---------------- | ----------------------- | ----------------------- | ----- | ----- |
| El Porvenir Argentina        | 2.ª                 | 2005-06             | 3     | 1     | —                | —                | —                       | —                       | 3     | 1     |
| El Porvenir Argentina        | Total club          | Total club          | 3     | 1     | 0                | 0                | 0                       | 0                       | 3     | 1     |
| Rosario Central Argentina    | 1.ª                 | 2009                | 13    | 2     | —                | —                | —                       | —                       | 13    | 2     |
| Rosario Central Argentina    | 1.ª                 | 2009-10             | 31    | 2     | —                | —                | —                       | —                       | 31    | 2     |
| Rosario Central Argentina    | Total club          | Total club          | 44    | 4     | 0                | 0                | 0                       | 0                       | 44    | 4     |
| AS Roma · Italia             | 1.ª                 | 2010-11             | 3     | 1     | —                | —                | 1                       | 0                       | 4     | 1     |
| AS Roma · Italia             | Total club          | Total club          | 3     | 1     | 0                | 0                | 1                       | 0                       | 4     | 1     |
| Arsenal de Sarandi Argentina | 1.ª                 | 2011-12             | 33    | 6     | —                | —                | 11                      | 0                       | 44    | 6     |
| Arsenal de Sarandi Argentina | Total club          | Total club          | 33    | 6     | 0                | 0                | 11                      | 0                       | 44    | 6     |
| Boca Juniors Argentina       | 1.ª                 | 2012-13             | 22    | 3     | 2                | 0                | 10                      | 0                       | 34    | 3     |
| Boca Juniors Argentina       | 1.ª                 | 2013                | 7     | 0     | —                | —                | —                       | —                       | 7     | 0     |
| Boca Juniors Argentina       | 1.ª                 | 2014                | 1     | 0     | —                | —                | —                       | —                       | 1     | 0     |
| Boca Juniors Argentina       | 1.ª                 | 2015                | 4     | 1     | —                | —                | 6                       | 0                       | 10    | 1     |
| Boca Juniors Argentina       | Total club          | Total club          | 34    | 4     | 2                | 0                | 16                      | 0                       | 52    | 4     |
| Galatasaray Turquía          | 1.ª                 | 2014                | 1     | 1     | 3                | 0                | —                       | —                       | 4     | 1     |
| Galatasaray Turquía          | Total club          | Total club          | 1     | 1     | 3                | 0                | 0                       | 0                       | 4     | 1     |
| León · México                | 1.ª                 | 2015-16             | 34    | 3     | 5                | 1                | —                       | —                       | 39    | 4     |
| León · México                | 1.ª                 | 2016-17             | 34    | 3     | 5                | 1                | —                       | —                       | 39    | 4     |
| León · México                | 1.ª                 | 2017-18             | 8     | 0     | 4                | 0                | —                       | —                       | 12    | 0     |
| León · México                | Total club          | Total club          | 76    | 6     | 14               | 2                | 0                       | 0                       | 90    | 8     |
| Independiente Argentina      | 1.ª                 | 2018-19             | 18    | 0     | 3                | 1                | 5                       | 0                       | 26    | 1     |
| Independiente Argentina      | Total club          | Total club          | 18    | 0     | 3                | 1                | 5                       | 0                       | 26    | 1     |
| Lanús Argentina              | 1.ª                 | 2019-20             | 1     | 0     | 2                | 0                | 6                       | 0                       | 9     | 0     |
| Lanús Argentina              | 1.ª                 | 2020-21             | 5     | 1     | —                | —                | 7                       | 1                       | 12    | 2     |
| Lanús Argentina              | 1.ª                 | 2021                | 28    | 0     | —                | —                | —                       | —                       | 28    | 0     |
| Lanús Argentina              | Total club          | Total club          | 34    | 1     | 2                | 0                | 13                      | 1                       | 49    | 2     |
| Deportivo Cali · Colombia    | 1.ª                 | 2022                | 22    | 1     | 3                | 0                | 7                       | 2                       | 32    | 3     |
| Deportivo Cali · Colombia    | Total club          | Total club          | 22    | 1     | 3                | 0                | 7                       | 2                       | 32    | 3     |
| Universidad Católica · Chile | 1.ª                 | 2023                | 15    | 0     | 3                | 0                | 0                       | 0                       | 18    | 0     |
| Universidad Católica · Chile | Total club          | Total club          | 15    | 0     | 3                | 0                | 0                       | 0                       | 18    | 0     |
| Total en su carrera          | Total en su carrera | Total en su carrera | 284   | 24    | 30               | 4                | 53                      | 3                       | 367   | 31    |
| 1. 2. 3.                     |                     |                     |       |       |                  |                  |                         |                         |       |       |

### Selección
| Selección | Temporada | Amistosos | Amistosos | Sudamérica | Sudamérica | Mundial | Mundial | Total | Total |
| Selección | Temporada | Part.     | Goles     | Part.      | Goles      | Part.   | Goles   | Part. | Goles |
| --------- | --------- | --------- | --------- | ---------- | ---------- | ------- | ------- | ----- | ----- |
| Argentina | 2010      | 1         | 1         | —          | —          | —       | —       | 1     | 1     |
| Argentina | Total     | 1         | 1         | 0          | 0          | 0       | 0       | 1     | 1     |

## Palmarés

### Campeonatos nacionales
| Título           | Equipo       | País      | Año     |
| ---------------- | ------------ | --------- | ------- |
| Primera División | Arsenal      | Argentina | C-2012  |
| Copa de Turquía  | Galatasaray  | Turquía   | 2013-14 |
| Primera División | Boca Juniors | Argentina | 2015    |
| Copa Argentina   | Boca Juniors | Argentina | 2014-15 |

### Campeonatos internacionales
| Título                     | Equipo        | Sede  | Año  |
| -------------------------- | ------------- | ----- | ---- |
| Copa J.League-Sudamericana | Independiente | Osaka | 2018 |